# Козолін
Козолін (пол. Kozolin) — село в Польщі, у гміні Рацьонж Плонського повіту Мазовецького воєводства.
Населення — 128 осіб (2011).
У 1975-1998 роках село належало до Цехановського воєводства.

## Демографія
Демографічна структура станом на 31 березня 2011 року:
|          | Загалом | Допрацездатний вік | Працездатний вік | Постпрацездатний вік |
| -------- | ------- | ------------------ | ---------------- | -------------------- |
| Чоловіки | 66      | 13                 | 45               | 8                    |
| Жінки    | 62      | 14                 | 37               | 11                   |
| Разом    | 128     | 27                 | 82               | 19                   |